# Base antarctique Troll
Pour les articles homonymes, voir Troll (homonymie).
La base antarctique Troll est une des deux stations de recherche norvégiennes. Elle est située sur la côte de la Princesse-Martha, sur la Terre de la Reine-Maud, et a été construite en 1990. Occupée en permanence par l'Institut polaire norvégien, elle abrite six personnes l'hiver, une quarantaine pendant l'été.
La station effectue des relevés météorologiques, des mesures de radiation dans le cadre du programme Baseline Surface Radiation Network (en), de sismologie, de glaciologie, de composition atmosphérique, de la ionosphère. Elle surveille également les populations de pétrel antarctique.
La base antarctique dispose d'une station de base, la station de Troll.

## Histoire
Dans les années 1980, il devient important pour le gouvernement de Norvège d'installer une base permanente sur la Terre de la Reine-Maud. Cette zone, devenue dépendance de la Norvège le 14 janvier 1939, était initialement prisée pour la chasse à la baleine. À partir de 1956, la Norvège opère la Norway station avant qu'elle ne soit cédée à l'Afrique du Sud en 1959. Après cet abandon, sans base permanente, les activités de recherches de la Norvège en Antarctique sont anecdotiques, ce qui nuit à la souveraineté de la Norvège sur les Terres de la Reine-Maud[réf. nécessaire].
Le 15 novembre 2023, un Boeing 787 de la compagnie aérienne norvégienne Norse Atlantic Airways affrété par l'Institut polaire norvégien atterrit sur l'aérodrome de la base. Il s'agit du plus grand avion à se poser en Antarctique.

## Recherches
Deux stations météo, une au sein de la station et une seconde à 7 km au Nord, permettent de faire des relevés régulier pour la climatologie. Des mesures de radiations sont également enregistrées dans le cadre du Baseline Surface Radiation Network (en), pour en outre observer la fonte des glaces en surface.